# Katixka
Katixka (en rus: Катышка) és un poble de l'óblast de Sverdlovsk, a Rússia, segons el cens del 2010 tenia 159 habitants.